# 斯芬克森冰原島峰
72°18′S 3°47′W / 72.300°S 3.783°W
斯芬克森冰原島峰，是南極洲的冰原島峰，位於毛德皇后地的瑪塔公主海岸，處於皮勒米登冰原島峰以南1.6公里，屬於阿爾曼嶺的一部分，挪威製圖師根據探險隊的測量和空中照片繪入地圖，現時由南極條約體系管理。